# 궁수자리 카파1
궁수자리 카파1(κ1 Sgr)은 궁수자리 방향에 있는 단독성으로 흰색 빛을 띤다. 겉보기등급은 +5.58로 맨눈에 희미하게 보이는 수준이다. 보틀 스케일에 따르면 카파1은 교외에서 밤하늘이 어두울 때 볼 수 있다. 지구에서 봤을 때의 연주 시차 15.12 밀리초각에 의하면 이 별은 태양으로부터 약 223 광년 떨어진 곳에 있다. 카파1은 초당 11.6 킬로미터의 속도로 태양에 가까워지고 있다.
카파1은 분광형 A0 V의 A형 주계열성이다. 별에서는 적외선 초과가 감지되며 측정된 복사 자료로 볼 때 이 별의 주위에는 먼지 원반 두 개가 둘리어 있다. 별의 나이는 약 1억 6100만 년이고질량은 태양의 2.23 배, 반지름은 태양의 1.7 배이다. 별의 광구 유효 온도는 대략 9962 켈빈으로 이로부터 계산한 항성의 광도는 태양의 27.5 배이다.
카파1에는 안시 동반성이 둘 있다. 2000년 기준으로 동반성 B는 겉보기 등급 12.6에 방위각 312° 위치에 있고 카파1로부터 39.3 초각 떨어져 있다. 반면 동반성 C는 1999년 기준으로 겉보기 등급 11.6에 방위각 283° 위치에 있고 카파1에서 56.8 초각 떨어져 있다. 둘 다 카파1과 물리적으로 연결되어 있지는 않다.